# Постоловский сельский совет
Постоловский сельский совет (укр. Постолівська сільська рада) — входит в состав
Гусятинского района
Тернопольской области
Украины.
Административный центр сельского совета находится в 
с. Постоловка.

## Населённые пункты совета
- с. Постоловка